# Dolmen de La Piatra
El dolmen de Piatra, también llamado dolmen del Gargantal o dolmen de Belsué, es un monumento megalítico, los restos de una tumba de corredor, situada en Belsué, en el municipio de Nueno, en la sierra de Guara, en el prepirineo aragonés (España).

## Descripción
El dolmen de Piatra se inscribe en el conjunto megalítico de la sierra de Guara, del que forman parte la Caseta de la Bruja en Ibirque; el dolmen del Palomar en Santa Eulalia la Mayor; la Caseta de las Balanzas en Almazorre; la Capilleta en Paúles de Sarsa; y la Losa de la Mora en Rodellar.
Se sitúa a 977 m de altitud, en Prepirineo oscense, en un collado entre el barranco de Sabuco y el río Flumen, en una zona más llana de la ladera. El lugar es conocido como la Paridera del Gargantal y está próximo al corral del Ciprés. No hay otros megalitos en las cercanías, pero al nordeste, no lejos del dolmen, se encuentran las cuevas de Arica y la del Toro, que contienen yacimientos arqueológicos.
Se trata de un dolmen modesto de una única cámara del que no se conservan rastros del túmulo. Compuesta por tres ortostatos verticales, uno al oeste y dos pequeños al este, con una abertura al este y una losa de cubierta muy inclinada, colocada sobre ellos. El lado norte ha sido cerrado posteriormente con un murete de piedra seca, de aparejo irregular. Las medidas de la cámara interior son de 1,75 m x 1,40 m. Los ortostatos son de caliza y tienen los siguientes tamaños:
- Lateral 1: 2,90 x 1,10 x 0,40 m.
- Lateral 2: 0,30 x 0,60 x 0,15 m.
- Lateral 3: 0,70 x 0,40 x 0,15 m.
- Cobertora: 2,90 x 2,20 x 0,30 m.

Los estudios lo datan del III milenio antes de Cristo, a finales del Eneolítico.

## Acceso
Para acceder al dolmen de Piatra se debe partir de Apiés hacia el norte por la carretera HU-324 unos 3 kilómetros, para girar posteriormente a la derecha por la carretera HU-V-3241 en dirección al embalse de Belsué. Se sigue la carretera HU-V-3241 unos doce km. hasta un camino de tierra que sale a la derecha. El camino se dirige al sur algo más de un kilómetro, bajando una pendiente de 250 m hasta el dolmen.

## Descubrimiento y estudio
El dolmen fue descubierto por J. J. Generelo, alumno del Seminario de Arqueología del Colegio Universitario de Huesca, de forma fortuita en 1979. El monumento fue investigado de inmediato por las arqueólogas M.ª Almudena Domínguez  y M.ª José Calvo, y un equipo de alumnos del Colegio Universitario.
En las excavaciones no aparecieron restos contemporáneos de la construcción. Sólo se encontraron cinco pequeños fragmentos de cerámica vidriada, restos óseos modernos y, a un nivel más bajo, lascas de sílex sin huellas de retoque.